# Maurice Cusson
Pour les articles homonymes, voir Cusson.
 (juin 2020).
Si vous disposez d'ouvrages ou d'articles de référence ou si vous connaissez des sites web de qualité traitant du thème abordé ici, merci de compléter l'article en donnant les références utiles à sa vérifiabilité et en les liant à la section « Notes et références ».
Maurice Cusson possède une formation universitaire en criminologie, professeur et écrivain. Il est né à Montréal en 1942 et il a fait carrière à l'École de criminologie de l'Université de Montréal tout en étant chercheur au Centre international de criminologie comparée. Il a été le directeur de l'École de criminologie de 1991 à 1995 et de 2001 à 2003. Ses livres et articles couvrent la plupart des grandes questions qui se posent à propos du crime, de sa prévention, de sa répression,. Il s'est cependant attardé plus spécialement sur cinq sujets : la délinquance au sens large,, les contrôles sociaux et la criminalité, les évolutions à moyen terme et à long terme de la criminalité, la police et la sécurité privée et l'homicide.

## Méthode
Maurice Cusson puise ses informations et son inspiration, d'abord, dans la criminologie empirique, mais aussi dans les travaux des historiens, anthropologues, psychologues, sociologues, sans oublier les biographies et autobiographies de délinquants. Pour répondre aux questions qu'il se pose sur l'efficacité de la panoplie des contrôles sociaux, il réalise des bilans des recherches mesurant l'impact des interventions préventives ou répressives sur la criminalité. À l'échelle macroscopique, il a recours à la méthode des variations concomitantes, étudiant les rapports entre une évolution de la criminalité et des modifications des politiques criminelles.
Maurice Cusson qualifie son approche de « stratégique ». Voici ce qu'il en disait, en 2010, dans son discours de réception du prix Beaumont-Tocqueville :
« Il m’apparaît fécond d'aborder le phénomène criminel avec une pensée stratégique parce que le crime est essentiellement conflictuel. En effet, le délinquant part en guerre contre ses victimes et contre les agents du contrôle social qui veulent le faire rentrer dans le rang de gré ou de force. Comme le chef de guerre sur le champ de bataille, le délinquant en action est plongé dans une situation où il lui est difficile de calculer, de prévoir, de raisonner. Il doit composer avec l'incertitude et l'imprévu. Il fait de son mieux pour s'adapter aux situations et pour arriver à ses fins, mais il ne le fait jamais de manière tout à fait rationnelle. Qui dit stratégie dit dialectique : action réciproque des adversaires l’un sur l’autre, adaptation mutuelle. Mais, à la différence de l'action de guerre qui est binaire, le crime et l'action de sécurité sont structurés par une relation triangulaire entre le délinquant, la victime et ce que j'aime appeler le « gendarme » pour désigner l'ensemble des agents du contrôle social. Le délinquant, la victime et le gendarme s'adaptent les uns aux autres dans un jeu imprévisible d'actions et de réactions, d’attaque et de défense, de mesures et de contre-mesures, de dissuasion et de contre dissuasion. Chacun essaie d'anticiper le prochain mouvement de l'autre, de le déjouer, de s'y adapter, de le contrer. Les délinquants cherchent les points faibles des dispositifs de sécurité ; ils les déjouent ; ils les neutralisent ; ils inventent de nouvelles tactiques criminelles que les acteurs de la sécurité devront apprendre à prévenir et à déjouer. »

## Œuvres

### Ouvrages individuels
- La Resocialisation du jeune délinquant, Presses de l'Universite de Montreal, 1974  (ISBN 978-0-8405-0267-4).
- Délinquants pourquoi ?, Hurtubise HMH, 1981  (ISBN 978-2-89045-496-5). Réédité en 1995 par Bibliothèque Québécoise  (ISBN 978-2-89406-026-1).
- Le Contrôle social du crime, Presses Universitaires de France (PUF), 1983  (ISBN 978-2-13-037711-5).
- Pourquoi punir ?, Dalloz, 1987  (ISBN 978-2-247-00788-2).
- Croissance et décroissance du crime, Presses Universitaires de France (PUF), 1990  (ISBN 978-2-13-042701-8).
- Criminologie actuelle, Presses Universitaires de France (PUF), 1998  (ISBN 978-2-13-049076-0).
- La Criminologie, Hachette, 1998 (détail des éditions).
- Prévenir la délinquance, Presses Universitaires de France (PUF), 2002  (ISBN 978-2-13-052965-1). Réédité en 2009  (ISBN 978-2-13-057238-1).
- La Délinquance, une vie choisie, Hurtubise HMH, 2005  (ISBN 978-2-89428-820-7). Réédité en 2010 par Bibliothèque Québécoise  (ISBN 978-2-89406-317-0).
- L'Art de la sécurité. Les Enseignements de l'histoire et de la criminologie, Hurtubise HMH, 2010. Réédité en 2011 par les Presses polytechniques et universitaires romandes (PPUR)  (ISBN 978-2-88074-932-3).
- Les Homicides. Criminologie historique de la violence et de la non-violence, Montréal : Hurtubise HMH, 2015.
- L’Antiterrorisme à l’âge du djihadisme. Paris : L’Harmattan, 2018
- L'Art de l'enquête criminelle. À la recherche de la vérité, de la sécurité et de la justice. Québec: Les éditions du Septentrion, 2019.
- L'Art de l'enquête criminelle. À la recherche de la vérité, de la sécurité et de la justice. Paris: Nouveau monde éditions, 2020.
- Sécurité, liberté et criminalité. Québec: Les éditions du Septentrion, 2020.

### Participation à des ouvrages collectifs
- La prévention du crime. Guide de planification et d’évaluation, 1994 (Avec P. Tremblay, L. L. Biron, M. Ouimet et R. Grandmaison)
- Les violences criminelles, 1999 (Avec J. Proulx et M. Ouimet)
- Les meurtriers sexuels, 2005 (Avec J. Proulx, É. Beauregard et A. Nicole)
- Sexual Murderers : A Comparative Analysis and New Perspectives, 2007 (Avec J. Proulx, E. Beauregard et A. Nicole)
- Traité de sécurité intérieure, 2007 (Avec B. Dupont et F. Lemieux, Dir.)
- Traité de criminologie empirique (4e édition), 2010 (Avec M. Le Blanc, Dir.)
- Traité des violences criminelles, 2013 (Avec S. Guay, J. Proulx et F. Cortoni, Dir.)
- Mille homicides au Burkina Faso, en Côte d’Ivoire, au Niger et au Sénégal, 2017 (Avec N. Youla Doumbia. et H. Yebouet.)
- Nouveau traité de sécurité: Sécurité intérieure et sécurité urbaine, 2019, (Avec O. Ribaux, É., Blais, et M.M. Raynaud, Dir.)

## Distinctions et récompenses
- Prix Beccaria en 1978.
- Finaliste au Prix du Gouverneur général en 1981 pour Délinquants pourquoi ?.
- Prix du Gouverneur général en 1984 pour Le Contrôle social du crime.
- Prix de l'Académie des sciences morales et politiques de l'Institut de France en 1990 pour Croissance et décroissance du crime.
- Prix Paul Vigné d'Octon de l'Académie des sciences morales et politiques de l'Institut de France en 2006 pour La Délinquance, une vie choisie.
- Prix Beaumont-Tocqueville de l’Association internationale des criminologues de langue française (AICLF) en 2010.
- Membre de la Société royale du Canada à partir de 2013.

Maurice Cusson est professeur émérite à l'Université de Montréal.